# كارولينا أسيفيدو
كارولينا أسيفيدو (بالإسبانية: Carolina Acevedo)‏ هي ممثلة كولومبية، ولدت في 7 أكتوبر 1982 في بوغوتا في كولومبيا.

## وصلات خارجية
- كارولينا أسيفيدو على موقع IMDb (الإنجليزية)
- كارولينا أسيفيدو على موقع كينوبويسك (الروسية)